# Théâtre Beaumarchais
Pour les articles homonymes, voir Beaumarchais (homonymie).
Le théâtre Beaumarchais est une ancienne salle de spectacle parisienne située au 25 boulevard Beaumarchais (4e arr.), inaugurée en 1835 et démolie en 1892.

## Histoire
Le privilège d'ouvrir un théâtre près de la Bastille est accordé en 1834 à Nestor Roqueplan qui le cède en 1835 au comte Jules-Henri de Tully qui, associé à Anténor Joly et Théodore de Villeneuve, vient de reprendre le théâtre du Luxembourg.
Située à l'angle du boulevard Saint-Antoine (aujourd'hui Beaumarchais) et de la rue du Pas-de-la-Mule, une première salle de 1 200 places est inaugurée le 3 décembre 1835 sous le nom de théâtre de la Porte Saint-Antoine. Après une première saison très prometteuse, les recettes baissent et les directions s'enchaînent jusqu'à la vente des murs et du privilège en 1842.
Le 8 octobre, le comédien Jacques-Alphonse Geniès et l'auteur dramatique Maurice Alhoy inaugurent une salle entièrement restaurée et agrandie qu'ils baptisent théâtre Beaumarchais. Leur répertoire est dédié aux « pièces en un ou deux actes, comédies en prose, drames et vaudevilles sans musiques nouvelles » selon les termes du nouvel arrêté, mais ils font faillite l'année suivante. Le théâtre rouvre en mai 1844 sous la direction de l'auteur dramatique Bernard Chabenat, rejoint par le comédien Auguste Génard. Leur succède en février 1848 Constant Billon, directeur-propriétaire du théâtre des Funambules puis en juin 1849, le chef d'orchestre Auguste Pilati dont l'Opéra-Bouffe français doit fermer au bout de deux mois.
Ce n'est que le 28 août 1852, entièrement rénove que le théâtre Beaumarchais démarre une nouvelle carrière sous la direction du comédien Auguste Gaspari, précédemment directeur des théâtres Montmartre et des Batignolles. Il est remplacé en 1856 par le comédien Jean-François Bartholy qui obtient la possibilité de faire représenter des « pièces avec musiques nouvelles » mais, malgré un succès non démenti au cours de ses sept années de direction, son bail n'est pas renouvelé en mars 1864. Le théâtre est repris par l'éditeur Dufour qui le fait entièrement reconstruire par l'architecte des Bouffes-Parisiens, Théodore Charpentier. L'inauguration a lieu le 1er décembre 1864. La direction artistique est confiée à Eugène Moreau et Alexis Montdidier. De juin à août 1868, elle accueille la troupe du théâtre de Belleville qui vient de brûler.
Contrairement à d'autres salles, l'activité continue durant le siège de Paris et la Commune sous la direction de l'impresario Dupontavisse (de son vrai nom Henry-Julien Subra). Il cède son fauteuil en juillet 1874 au comédien Auguste Debruyère. Celui-ci fait entièrement rénover la salle qu'il consacre au théâtre lyrique sous le nom de Fantaisies-Parisiennes à compter du 29 août 1878. Le succès étant au rendez-vous, Debruyère choisit de partir en mai 1880 pour prendre la gestion d'une salle plus grande, le théâtre de la Gaîté. Redevenu théâtre Beaumarchais, les directions suivantes sont moins heureuses, se succédant à un rythme soutenu jusqu'à une première fermeture en juin 1887. 
Le 14 juillet 1889, les locaux accueillent le premier congrès de l'Internationale ouvrière.
Malgré une tentative prometteuse début 1892, le nouveau propriétaire décide la vente du terrain et le théâtre est démoli en juin de la même année.